# Oude Raadhuis (Haarlemmermeer)
Het Oude Raadhuis van de Nederlandse gemeente Haarlemmermeer is een voormalig raadhuis aan de Hoofdweg. Het raadhuis was gelegen in het Kruisdorp, thans Hoofddorp. Het raadhuis ligt direct naast het voormalige Kantongerecht Haarlemmermeer en ligt schuin tegenover het Polderhuis.

## Geschiedenis
Nadat de Haarlemmermeerpolder, in de periode 1849-1852, droogviel werd de polder aanvankelijk bestuurd door de burgemeester van Heemstede en Bennebroek, M.S.P. Pabst. In 1853 werd besloten twee dorpen Kruisdorp en Venneperdorp te stichten en op 11 juli 1855 werd de polder een zelfstandige gemeente. In 1863 werd J.P. Amersfoordt de tweede burgemeester van de poldergemeente. Hij vond dat de polder, die nog uit modderige paden bestond, een representatief raadhuis nodig had. De architect J. Buijn, wonend in Kruisdorp ontwierp het raadhuis dat ook over een woning voor de gemeentesecretaris beschikte. In september 1867 kwam het raadhuis gereed. In de gevel stond het originele Wapen van Haarlemmermeer dat was ontworpen door burgemeester Pabst.
Het raadhuis was zo'n eeuw in gebruik. in 1977 werd de eerste paal van een nieuw raadhuis aan het Raadhuisplein in Hoofddorp de grond ingeslagen. De gemeente had inmiddels zo’n 70.000 inwoners. Het was hoog nodig toe aan een groter en moderner gemeentehuis. De bijgebouwen die om het Oude Raadhuis in verloop van tijd waren bijgebouwd en dienst deden als kantoren werden gesloopt in de jaren 80. Het Oude Raadhuis was van 1992 tot 2023 in gebruik als nevenlocatie van de Schouwburg De Meerse waarbij de oude raadzaal dienst deed als theater- en filmzaal. Ook is het gebouw een officiële trouwlocatie van de gemeente.
Op 9 juni 1999 werd het raadhuis aangewezen als rijksmonument. In 2019 werd het Oude Raadhuis verkozen tot het monument van het jaar.